# Necrofagia

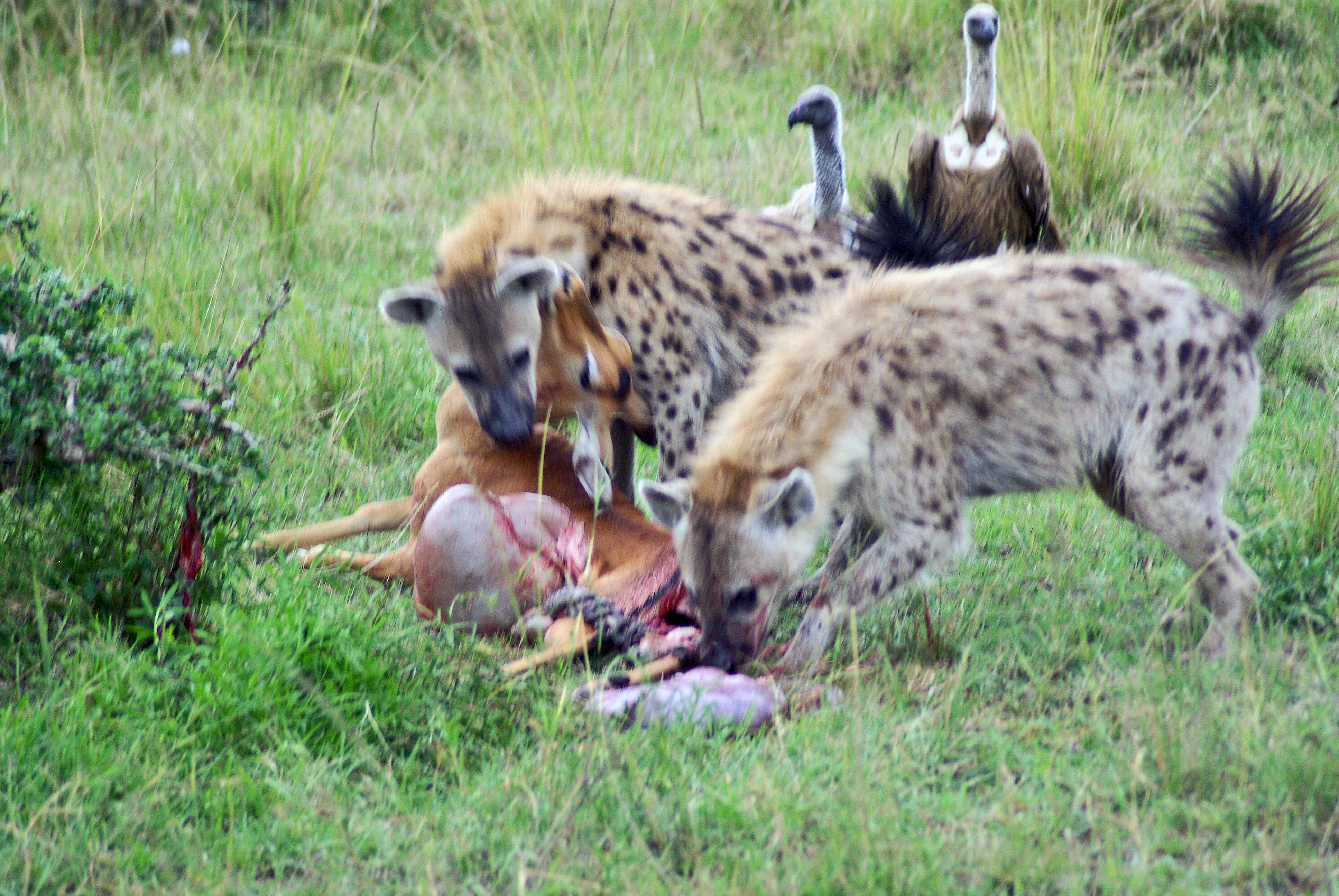
Iene maculate, Crocuta crocuta sulla carcassa di un Impala Aepyceros melampus sottratta ad un ghepardo Acinonyx jubatus, al Masai Mara National Park, in Kenya. In secondo piano si notano due avvoltoi.

Per necrofagia si intende il comportamento alimentare di organismi predatori carnivori che consumano carne di carcasse o carogne di altri organismi morti di morte naturale (per vecchiaia o malattia) o uccisi a scopo alimentare o non alimentare da altri predatori, o ancora sottratti con la forza ai predatori originari. Non sono necessariamente saprofagi.

## Ecologia

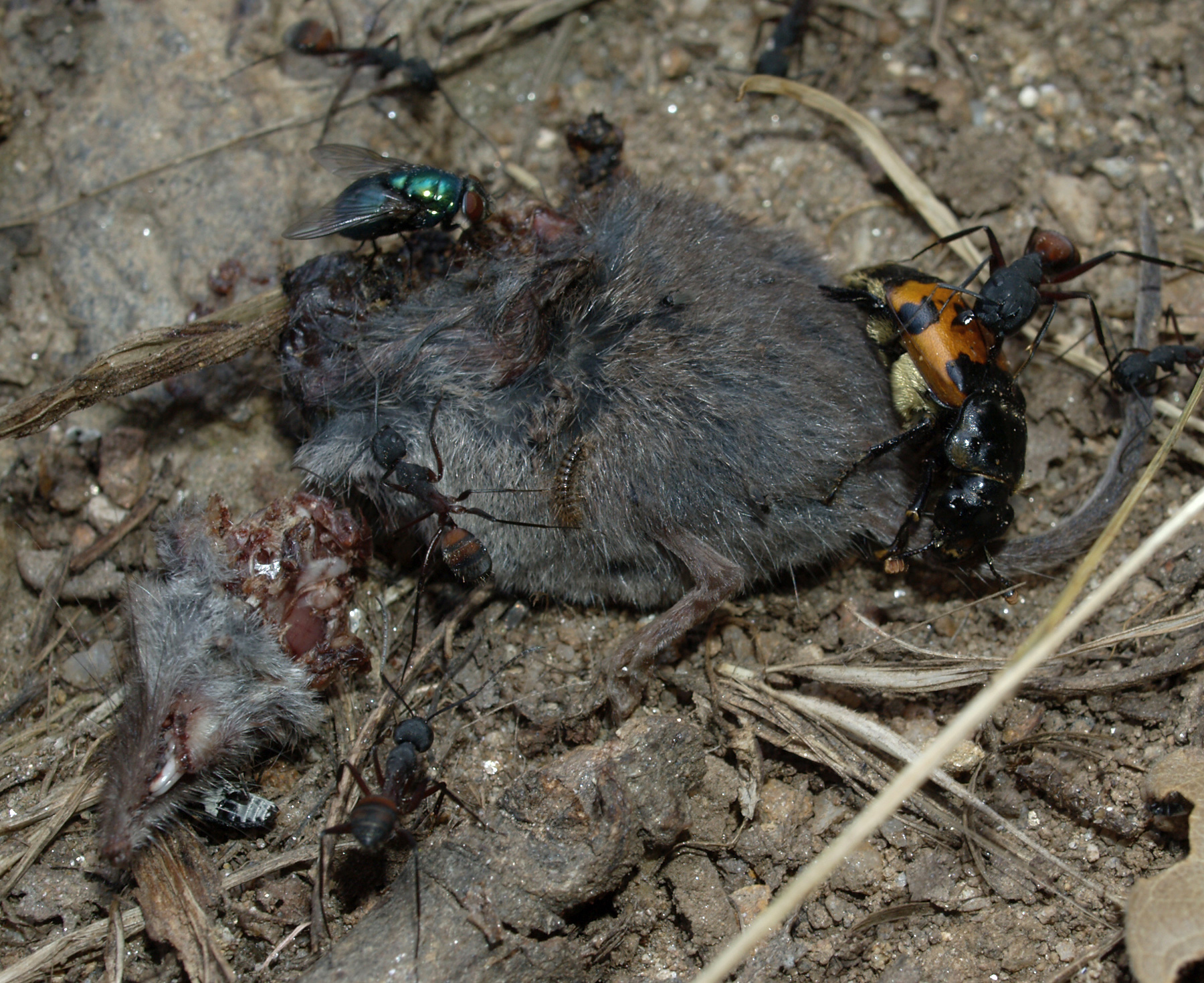
Carcassa di un toporagno (Soricidae) circondato da animali spazzini fra i quali coleotteri silfidi: uno del genere Nicrophorus dai vivaci colori, e più sotto a sinistra un altro coleottero scuro (capovolto sotto il capo del mammifero), probabilmente appartenente alla sottofamiglia Silphinae, una larva pelosa forse della stessa famiglia, una mosca verde del genere Lucilia e molte formiche di genere Camponotus. Località Losar de la Vera, Cáceres, Spagna.

La necrofagia è un elemento di grande importanza nell'ecosistema in quanto facilita la decomposizione dei resti di organismi morti. Numerosi organismi carnivori praticano la necrofagia. Alcuni basano la propria strategia alimentare prevalentemente sul consumo di carogne (gli avvoltoi tra gli uccelli e alcune specie di iena tra i mammiferi sono tra gli esempi più conosciuti). In questo caso, la necrofagia costituisce il regime alimentare della specie. Altri si nutrono di carogne occasionalmente, quando ne rinvengono, con un comportamento di tipo opportunistico (tra questi ultimi, ad esempio, vi sono i leoni, che si cibano opportunisticamente di carcasse rinvenute nella savana, vittime di malattie o resti del pasto di altri predatori, oppure sottratte ad altri carnivori come iene e leopardi).
Diversi organismi non strettamente carnivori oppure onnivori possono comportarsi da necrofagi opportunisti (esempi di questo comportamento sono i corvi tra gli uccelli e gli orsi tra i mammiferi). Se la necrofagia avviene nei confronti di organismi conspecifici (cioè della stessa specie dell'organismo predatore), questo comportamento rientra nel cannibalismo.

## Saprofagi
Per gli organismi che si nutrono specificatamente di materia organica in decomposizione (come ad esempio molti insetti e vermi, oltre che di diversi gruppi vegetali come funghi e muffe), si parla più propriamente di saprofagia.

## Uomo
Numerose prove paleontologiche indicano un comportamento alimentare di questo tipo in diverse fasi dell'evoluzione umana. A partire dal paleolitico inferiore si sono ritrovate testimonianze di questa dieta che ha portato ad evolvere strumenti atti a sfruttare il nutriente midollo osseo da parte degli ominidi.
L'accedere ad una fonte di proteine nobili e grassi preclusa alla maggior parte degli animali per l'evidente difficoltà di spezzare crani ed ossa ed estrarne il midollo senza adeguati utensili, ha costituito un indubbio vantaggio evolutivo.